# خوسيه رامالهو
خوسيه رامالهو (29 أغسطس 1937 بالبرازيل - 1988) هو لاعب كرة طائرة برازيلي. شارك في الألعاب الأولمبية الصيفية 1964.

## وصلات خارجية
- خوسيه رامالهو على موقع أوليمبيديا (الإنجليزية)